# Nabereżne (obwód tarnopolski)
Nabereżne, dawniej Powyje (ukr. Набережне) – wieś na Ukrainie, w obwodzie tarnopolskim, w rejonie czortkowskim, nad Dniestrem. W 2001 roku liczyła 232 mieszkańców.

## Historia
W II Rzeczypospolitej miejscowość stanowiła przysiółek wsi Ścianka stanowiącej gminę jednostkową. 1 sierpnia 1934 roku w ramach reformy na podstawie ustawy scaleniowej została włączona do zbiorowej gminy wiejskiej Potok Złoty II w powiecie buczackim, w województwie tarnopolskim.
Wieś wchodzi w skład rady wiejskiej z siedzibą w Kośmierzynie.